# منى غيران
منى غيران (بالفرنسية: Mona Guérin)‏ هي صحفية وشاعرة هايتية، ولدت في 9 أكتوبر 1934، وتوفيت في 30 ديسمبر 2011.